# Ibn al-Khattab
Samir Saleh Abdullah Al-Suwailem (Árabe: سامر صالح عبد الله السويلم‎) (14 de abril de 1969 – 20 de março de 2002), mais conhecido como Emir Khattab, também transliterado como Amir Khattab e Khattab Ameer, o que significa Comandante Khattab, ou Líder Khattab, ou Habib Abdul Rahman, era um militante muçulmano que lutou como Mujahideen na primeira e segunda guerras chechenas.
Sua identidade ou origem permanecem um mistério mesmo após sua morte, quando seu irmão deu uma entrevista à imprensa. Faleceu a 20 de março de 2002 após a exposição a uma carta contendo veneno entregue via correio que havia sido enviada pelo FSB, (ex-KGB) da Rússia.

## Biografia
Khattab nasceu Samir Saleh Abdullah Al-Suwailem na Arábia Saudita. Com a idade de 18 anos, deixou a Arábia Saudita para participar da luta contra a União Soviética durante a invasão soviética do Afeganistão. Durante esse tempo, ficou permanentemente incapacitado de utilizar a sua mão direita e perdeu vários dedos após um acidente com explosivos improvisados.
Al-Khattab, enquanto líder da Brigada Internacional Islâmica IIB, admitiu publicamente que passou o período entre 1989 e 1994 no Afeganistão e que conheceu Bin Laden. Em março de 1994, Khattab chegou ao Afeganistão e visitou os campos de treinamento de combate na província de Khost. Ele voltou para o Afeganistão com o primeiro grupo de militantes chechenos em maio de 1994. Khattab passou por treinamento no Afeganistão e tinha estreitas ligações com a al-Qaeda. Várias centenas de chechenos eventualmente eram treinados em campos da Al-Qaeda no Afeganistão.
Fontes armênias afirmam que, em 1992, ele foi um dos muitos voluntários que ajudaram os chechenos no Azerbaijão na região em apuros de Nagorno-Karabakh, onde supostamente conheceu Shamil Basayev. No entanto, o Ministério da Defesa do país negou qualquer envolvimento de Khattab na guerra do Nagorno-Karabakh.
De 1993 a 1995, Khattab deixou de lutar pelo lado islâmico de oposição na guerra civil do Tadjiquistão. Antes de sair do país, em 1994, Al-Khattab deu a Abdulkareem Khadr um coelho de estimação, que foi prontamente chamado Khattab.
Em uma entrevista Khattab uma vez mencionou que também se envolvera na Guerra da Bósnia. O fragmento da entrevista em que fez a afirmação pode ser encontrada, em 2004, no documentário O Cheiro do Paraíso. Seu papel exato ou a duração da sua presença permanecem assunto de debate.

## Primeira Guerra Chechena
De acordo com seu irmão, o combatente ouviu pela primeira vez sobre o conflito na Chechênia em um canal afegão de televisão, em 1995. No mesmo ano entrou na Chechênia, posando como repórter de televisão. Foi creditado como sendo um pioneiro na produção de imagens de vídeo das operações de combate dos rebeldes chechenos, a fim de ajudar a angariação de fundos e desmoralizar o inimigo.
Durante a primeira guerra na Chechênia, Khattab participou de combates contra forças russas locais e atuava como um financiador intermediário entre estrangeiros muçulmanos, que eram fontes de financiamento, e os lutadores locais. Para ajudar no financiamento seguro e espalhar a mensagem de resistência, ele era freqüentemente acompanhado por pelo menos um cinegrafista.
Suas unidades foram creditados como as que promoveram várias e devastadores emboscadas em colunas russas nas montanhas chechenas. Sua primeira ação foi em outubro de 1995. Uma emboscada de um comboio russo que matou 47 soldados. Khattab ganhou fama precoce e uma grande notoriedade na Rússia por sua emboscada, em abril de 1996 de uma grande coluna blindada em um estreito desfiladeiro de Yaryshmardy, perto de Shatoy, que matou cerca de 100 soldados e destruiu cerca de dois ou três dúzias de veículos.
No curso da guerra, Shamil Basayev se tornou seu aliado mais próximo e amigo pessoal. Ele também se aproximou de Zelimkhan Yandarbiyev, que lhe concedeu dois dos prêmios mais altos a militares chechenos, a Ordem de Honra e a medalha de bravo guerreiro, e o promoveu ao posto de general.
Um comandante sênior checheno conhecido pelo nome de Izmailov disse à imprensa como Khattab pediu contenção, citando o Corão, quando, ao final da guerra os chechenos queria filmar aqueles que consideravam traidores.

## Guerra no Daguestão
Em 1998, junto a Shamil Basayev, Khattab criou a Brigada de Manutenção da Paz Islâmica Internacional (IIPB), grupo também conhecido como o Exército de Manutenção de Paz islâmica. Em agosto-setembro de 1999, houve incursões do IIPB ao Daguestão, o que resultou na morte de pelo menos várias centenas de pessoas e efetivamente deu início à segunda guerra na Chechênia.

## Atentados em 1999 na Rússia
O Serviço Federal de Segurança da Federação Russa de investigação, a FSB, designou Khattab como o cérebro por trás dos atentados de apartamento russos em setembro de 1999. No entanto, em 14 de setembro de 1999, Khattab disse à agência de notícias russa Interfax, em Grozny, que não tinha nada a ver com as explosões em Moscou, ele foi citado como dizendo, "Nós não gostaríamos de ser parecidos com os que matam civis dormindo com bombas".
A credibilidade das acusações da FSB foi questionada, por, entre outros, o ex-oficial da FSB, Alexander Litvinenko, da Johns Hopkins University, e o estudioso da Hoover Institute David Satter, além do legislador russo Sergei luchenkov que afirmou que os ataques foram, de fato, "ataques perpetrados pelo FSB, a fim de retomar o legítimo recomeço das atividades militares na Chechênia.
Outros pesquisadores, como Gordon Bennett, Sobell Vlad, Reddaway Peter e Richard Sakwa criticaram essas reivindicações, descrevendo-as como teorias da conspiração e apontando, entre outras coisas, que os defensores das teorias ", indicaram poucas evidências.
Segundo Paul J. Murphy, um ex-funcionário de contraterrorismo, a evidência de envolvimento de Al-Khattab nos ataques é clara.

## Segunda Guerra Chechena
Durante o curso da guerra, Khattab participou ativamente levando sua milícia contra as forças russas na Chechénia, bem como gerenciando o fluxo de combatentes estrangeiros e de dinheiro e, de acordo com as autoridades russas, também o planejamento de ataques na Rússia.
Ele participou ou ordenou vários ataques devastadores, como a batalha na montanha que matou pelo menos 84 pára-quedistas russos, além da emboscada perto de Zhani-Vedeno, que matou pelo menos 52 soldados do Ministério do Interior russo.

## Morte e legado
Khattab foi falsamente relatado morto quando o cativo em Guantânamo, Omar Mohammed Ali Al Rammah, enfrentou as acusações de que testemunhou Khattab ser morto em uma emboscada em Duisi, uma aldeia no desfiladeiro de Pankisi, na Geórgia a 28 de Abril de 2002.
Khattab, mais tarde, sobreviveu a um ferimento de bala de pesado calibre no estômago e uma explosão de mina terrestre. Ele foi morto durante a noite de 19 para 20 de março de 2002, quando um mensageiro do Daguestão, contratado pela FSB, lhe deu uma carta envenenada. Fontes chechenas alegaram que a carta foi revestida de "um agente de ação rápida nos nervos, possivelmente sarin ou um derivado. O mensageiro, um agente duplo do Daguestão, conhecido como Ibragim alauri, foi transformado pela FSB em transportador de mensagens. Khattab estava para receber cartas de sua mãe, na Arábia Saudita, e o FSB encontrou esse meio como o mais oportuno para matá-lo, ao invés de atacar seu esconderijo na montanha correndo o risco de perder soldados. Foi relatado que a operação para recrutar e transformar Ibragim alauri para trabalhar para a FSB e entregar a carta envenenada levou cerca de seis meses de preparação. Ibragim teria sido perseguido e morto um mês depois, em Baku, no Azerbaijão por ordens de Shamil Basayev. Ibn Al-Khattab foi sucedido por Emir de Abu al-Walid. "Khattabka"(хаттабка) agora é um nome russo e checheno bastante popular para uma granada de mão caseira.

## Vídeos
- Khattab's video of the Shatoy battle
- Biography of Khattab Part 1
- Biography of Khattab Part 2